# Jim Smith (football)
Pour les articles homonymes, voir Smith.
James Michael Smith, plus connu sous le nom de Jim Smith, né le 17 octobre 1940 à Sheffield et mort le 10 décembre 2019, est un footballeur anglais reconverti par la suite en entraîneur.

## Biographie
Au cours de sa carrière d'entraîneur il dirige 478 matchs en Division 1 et 532 en Division 2.

## Palmarès d'entraîneur
- Champion d'Angleterre de D2 en 1985 avec Oxford United
- Champion d'Angleterre de D3 en 1984 avec Oxford United